# Rockstar Games Presents Table Tennis
Rockstar Games Presents Table Tennis é um jogo eletrônico de esporte desenvolvido pela Rockstar San Diego e publicado pela Rockstar Games. Ele foi lançado mundialmente para Xbox 360 em maio de 2006 e depois para Wii em outubro do ano seguinte. O jogo é uma simulação realista de uma partida de tênis de mesa, com o principal objetivo sendo fazer com que o oponente erre a bola ou a rebata para fora da mesa. O título possui vários métodos de sacar a bola e rebatê-la de volta, sendo projetados especificamente para que os jogadores possam derrotar seu oponente. É possível competir contra a inteligência artificial do jogo, enquanto o modo multijogador permite que dois jogadores se enfrentem em partidas, seja por multijogador local ou online.
Table Tennis foi desenvolvido inicialmente apenas para Xbox 360, com a equipe aproveitando o poderio gráfico do console, que permitia que o jogo fosse jogado em um ritmo muito mais rápido do que em qualquer outra plataforma. Este foi o primeiro título a ser desenvolvido usando a Rockstar Advanced Game Engine (RAGE), um motor de jogo proprietário da Rockstar Games. Uma conversão para Wii foi pensada para tirar vantagem do sensor de movimento do Wii Remote. Ele foi anunciado oficialmente em março de 2006, criando confusão e surpresa por ser muito diferente dos títulos normalmente lançados pela empresa. Table Tennis foi bem recebido pela crítica, com elogios principalmente para seus visuais detalhados, simplicidade e jogabilidade.

## Jogabilidade
Rockstar Games Presents Table Tennis é uma simulação realista de uma partida do esporte de tênis de mesa. No jogo eletrônico, dois jogadores rebatem uma bola um para o outro sobre uma mesa com o objetivo de fazer com que o oponente não consiga retorná-la de forma válida. Os jogadores podem desafiar um parceiro multijogador, tanto local quanto online, ou podem selecionar enfrentar a inteligência artificial do jogo. É possível escolher onze personagens diferentes para se jogar, que são desbloqueados ao progredir pelo jogo; cada um tem habilidades particulares em diferentes áreas.

Jogadores podem desafiar oponentes em partidas competitivas, sacando e rebatendo a bola para poderem marcar pontos.

Há dois modos: Torneio, em que os jogadores participam de partidas contra diversos oponentes em circuitos diferentes; e Exibição, que coloca os jogadores contra oponentes individuais em partidas únicas. O personagem entra em uma postura ao sacar a bola. Nesta, os jogadores miram a bola e em seguida selecionam a quantidade de rotação e força a ser colocada, que são indicados por um medidor.
Os jogadores também podem colocar uma quantidade de efeito nas bolas para que realizem curvas em direções diferentes. É possível "carregar" rebatidas depois do oponente retornar a bola. Um medidor de Foco se enche a medida que as rebatidas são carregadas; os jogadores entram em um estado de Foco Total quando o medidor se enche por completo, permitindo que suas rebatidas sejam mais rápidas e mais precisas. Também pode-se realizar rebatidas mais leves e smashes, respectivamente diminuindo ou aumentando a velocidade da bola, além de Rebates de Foco, retornos de grande força que ajudam os jogadores a contra-atacarem bolas difíceis.
A conversão para Wii, diferentemente da versão de Xbox 360, oferece três esquemas de controle diferentes: Padrão, que usa o Wii Remote; Atirador Afiado, que emprega o controle analógico do Nunchuk a fim de posicionar a bola; e Maluco do Controle, que usa o analógico do Nunchuk para controlar a posição do personagem do jogador.

## Desenvolvimento
Os trabalhos preliminares de Rockstar Games Presents Table Tennis começaram em 2005, pouco antes do anúncio oficial do Xbox 360, que foi o console para o qual o jogo foi especificamente pensado. O título foi desenvolvido pela Rockstar San Diego, com auxílio da Rockstar Vienna. A equipe achou que o novo console lhes permitia produzir jogos em um ritmo muito mais rápido do que nos sistemas da geração anterior. Sam Houser, presidente da publicadora Rockstar Games, achou que a Rockstar San Diego era o estúdio adequado para Table Tennis por causa de sua experiência e habilidade na criação de motores de jogo avançados, particularmente nos consoles antigos, citando Midnight Club: Street Racing e Smuggler's Run, ambos jogos de lançamento do PlayStation 2. Houser afirmou que as físicas do jogo podiam ser alcançadas nos sistemas mais antigos, porém decidiram esperar pela possibilidade de desenvolvê-lo no Xbox 360 devido o "nível diferente de produção e tecnologia" que lhes era permitido. Os desenvolvedores, durante o processo de concepção do título, ficaram fascinados com a ideia de concentrar todo o poderio de um console em particular na realização de uma única atividade. Table Tennis funciona a partir da Rockstar Advanced Game Engine (RAGE), um motor de jogo proprietário da Rockstar Games, sendo o primeiro jogo da empresa a utilizá-lo.
O programador de rede John Gierach achou que o desenvolvimento do modo multijogador online foi a parte mais desafiadora da produção, principalmente por causa do nível de realismo que a equipe desejava alcançar. Além disso, a velocidade e precisão necessária para o jogo foi outro desafio para os desenvolvedores devido ao ritmo acelerado das partidas. A equipe concordou quase que imediatamente sobre a possibilidade de uma conversão para Wii, pois achavam que o console seria "perfeito" para o título. A equipe focou-se em como agradar todos os tipos de jogadores na criação da versão de Wii, assim permitindo a introdução de um amplo esquemas de controles diferentes.
Table Tennis foi anunciado oficialmente pela Rockstar Games em 3 de março de 2006. Jornalistas salientaram as reações de surpresa e confusão que o anúncio causou dentro da indústria de jogos eletrônicos, que eles atribuíram a grande diferença de tom e jogabilidade quando comparado a outros jogos desenvolvidos pela Rockstar, que era conhecida por criar experiências mais adultas e de mundo aberto. Ele foi lançado para Xbox 360 em 23 de maio de 2006 na América do Norte e em 26 de maio na Europa. A Rockstar anunciou em 28 de julho do ano seguinte que o título seria convertido para Wii pela Rockstar Leeds, tirando vantagem do sistema de sensor de movimento possível através do Wii Remote. Esta versão estreou oficialmente em 17 de outubro de 2007 na América do Norte e em 19 de outubro na Europa.

## Recepção
Rockstar Games Presents Table Tennis foi bem recebido pela crítica ao ser lançado. No agregador de resenhas Metacritic, sua versão de Xbox 360 tem um índice de aprovação de 81/100 baseado em 75 críticas, indicando "críticas geralmente favoráveis". Enquanto isso, sua conversão para Wii tem uma nota mais baixa de 68/100 a partir de 36 resenhas, indicando "críticas mistas ou medianas".
Os aspectos técnicos foram muito elogiados. Douglass C. Perry da IGN achou que os gráficos e captura de movimentos eram "excepcionais" e a animação era "linda", também comentando positivamente sobre a contagem de quadros por segundo estável. Ryan Davis da GameSpot escreveu que os personagens foram desenhados com "detalhes fenomenais", porém comentou que não tinha muita outras coisas para se olhar. Dan Amrich da GamesRadar elogiou os modelos dos personagens e os efeitos de iluminação, dizendo que eles "colocam o hardware em um uso impressionante mas divertido". Tom Orry da VideoGamer.com sentiu que os visuais melhoravam a jogabilidade, gostando particularmente dos detalhes pequenos como os modelos dos personagens e a física da bola.
Muitos acharam que a jogabilidade de  Table Tennis era bem simples, porém mesmo assim eficiente. Perry afirmou que a jogabilidade era "profunda e viciante", com os controles sendo bastante intuitivos. Amrich fez comentários semelhantes, escrevendo que os controles pareciam "acessíveis sem alienar os jogadores de esporte 'sérios'", enquanto Orry disse que os controles eram "lisos". Tom Bramwell da Eurogamer também falou positivamente sobre a simplicidade da jogabilidade, escrevendo que Table Tennis era um jogo onde "você aprende tudo em cinco minutos, e depois demora horas para tornar-se mestre".
O modo multijogador também recebeu elogios. Amrich achou que o elemento multijogador aumentava o valor de se jogar Table Tennis repetidas vezes, dando aos jogadores motivos para retornar ao título mesmo "muito depois de terem aprendido as fraquezas" dos personagens jogáveis. Tanto Orry quanto Bramwell nomearam o componente multijogador online como "excelente", porém o primeiro percebeu alguns problemas de conexão e atrasos, mas mesmo assim disse que "a performance foi geralmente muito boa". Perry também notou algumas problemas de conexão, citando o exemplo do jogador oponente travar seu movimento mas mesmo assim ser capaz de rebater a bola, mas no geral comentou que a jogabilidade online "é boa".
A conversão para Wii teve uma recepção mais mista. Mark Bozon da IGN achou que os controles eram melhores que os originais, dizendo que eram um "grande testamento ao projeto da Rockstar", porém criticou a falta de um modo multijogador online e achou os gráficos inferiores. Ellie Gibson da Eurogamer também criticou os gráficos e a falta de um modo online, porém mesmo assim sentiu que o jogo ainda era divertido e que os controles funcionavam "perfeitamente". Davis escreveu que o controle de movimento "funciona muito bem", mas achou que não complementavam a jogabilidade, enquanto Orry achou que os controles do Xbox 360 "tem mais profundidade" que os do Wii.